# Sepsis orthocnemis
Sepsis orthocnemis is een vliegensoort uit de familie van de wappervliegen (Sepsidae). De wetenschappelijke naam van de soort is voor het eerst geldig gepubliceerd in 1908 door Frey.